# Haworthia mirabilis var. triebneriana
Haworthia mirabilis var. triebneriana és una varietat de Haworthia mirabilis del gènere Haworthia de la subfamília de les asfodelòidies.

## Descripció
Haworthia mirabilis var. triebneriana, és una robusta suculenta perennifòlia que pot arribar a fer entre els 35 fins als 50 cm d'alçada. Les fulles tenen espines marginals i algunes plantes tenen tubercles petits a la part posterior de la fulla. Les espines poden variar de groguenc a vermellós. És una espècie que prolifera lentament. La mida de la roseta oscil·la entre els 4 i els 8 cm.

## Distribució i hàbitat
Aquesta varietat creix a la província sud-africana del Cap Occidental, on es produeix des de Caledon a l'oest fins a Swellendam al nord i al sud fins a Bredasdorp i es troba a una altitud de fins als 500 metres. L'àrea de distribució principal és al voltant de Greyton. Només a l'est de la ciutat creix una forma interessant de color verd brillant de triebneriana. Des de l'àrea de Genadendal es va descriure rubrodentata. Al voltant de Mierkraal creixen alguna forma intermèdia de mirabilis i possiblement badia.
En el seu hàbitat, generalment creix en escletxes de roca o en forts pendents entre herba i pedres.

## Taxonomia
Haworthia mirabilis var. triebneriana va ser descrita per (Poelln.) M.B.Bayer i publicat a Haworthia Revisited: 113, a l'any 1999.
Etimologia
Haworthia: nom en honor del botànic britànic Adrian Hardy Haworth (1767-1833).
mirabilis: epítet llatí que significa "meravellós".
var. triebneriana: epítet en honor a W. Triebner.
Sinonímia
- Haworthia triebneriana var. sublineata Poelln., Repert. Spec. Nov. Regni Veg. 44: 135 (1938). (Basiònim/Sinònim substituït)
- Haworthia mirabilis f. sublineata (Poelln.) Pilbeam, Haworthia & Astroloba: 97 (1983).
- Haworthia sublineata (Poelln.) Breuer, Gen. Haworthia 1: 8 (2010).[6]